# Lukas Schaa
Lukas Schaa (né le 23 mars 1926 à Papenbourg et mort le 19 mars 2018) est un homme politique allemand de la CDU.

## Biographie
Lukas Schaa passe son certificat de fin d'études secondaires en 1942. Il termine sa formation pour le service administratif. En 1949, il réussit l'examen professionnel du service supérieur. Il étudie à l'Académie d'administration de Münster. En 1960, il reçoit son diplôme. De 1960 à 1975, il est le directeur officiel du bureau de Störmede. En 1975, il devient un haut fonctionnaire conformément à la loi sur le statut juridique de l'État. Selon l'article 32 de la loi sur les représentants (AbgG NW), il démissionne de ses fonctions en 1980. De 1978 à 1980, il travaille comme directeur général de l'association de district DRK Paderborn.

## Politique
Lukas Schaa devient membre de la CDU en 1961. De 1970 à 1975, il est président de l'association de l'arrondissement de Lippstadt et de 1975 à 1977 président de l'association de l'arrondissement de Soest. De 1965 à 1975, il est président de district de l'association politique locale du l'arrondissement de Lippstadt, à partir de 1978, Schaa est membre du comité exécutif de l'État. En 1981, il devient le président du syndicat local de la CDU à Ehringhausen.
Lukas Schaa est du 26 juillet 1970 au 29 mai 1985 membre du Landtag de Rhénanie-du-Nord-Westphalie pour la 119e circonscription Lippstadt et la 141e circonscription Soest II.